# Naval Defence Act 1889

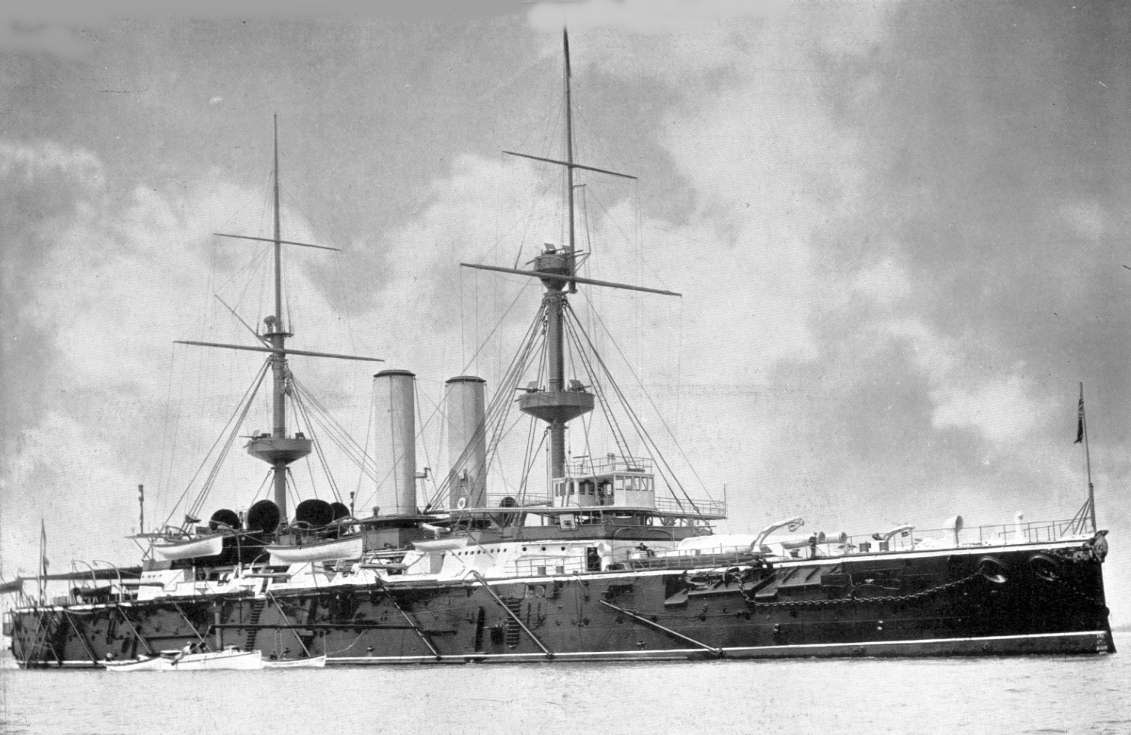
La nave da battaglia Royal Sovereign

Il Naval Defence Act 1889 è una legge approvata dal Parlamento del Regno Unito il 31 maggio 1889 che adottava formalmente il "two power standard", aumentando quindi considerevolmente la potenza navale britannica. Questo criterio riteneva necessario mantenere in servizio con la Royal Navy, al tempo la più grande marina militare del mondo, un numero di navi che fosse perlomeno uguale alle forze combinate delle marine militari in seconda e terza posizione per grandezza, al momento Francia e Russia. La legge prevedeva anche un finanziamento di 20 milioni di sterline per i quattro anni successivi da utilizzare per la costruzione di 10 nuove navi da battaglia, 38 incrociatori, 18 torpediniere e quattro cannoniere veloci.

## Antefatti
La legge venne approvata durante il governo di Lord Salisbury, portando ad una spesa di 21,5 milioni in un periodo di cinque anni in progetti di costruzioni navali. Inizialmente il parlamento era contrario ad un aumento delle spese per la marina militare, ma diversi fattori portarono ad un cambiamento di opinione che favorì l'approvazione della legge. In primo luogo, vari esperti navali chiamati ad esprimersi sulla proposta, espressero opinioni molto critiche sullo stato attuale della marina. I progetti di costruzione francesi e russi erano un altro fattore che faceva apparire necessaria una reazione britannica. L'opinione pubblica quindi si orientò a favore di un aumento della spesa navale, facendo pressione sul parlamento in tal senso.
In realtà il "two power standard" era già in uso informalmente da quasi 70 anni e per un breve periodo attorno al 1850 la Royal Navy aveva raggiunto questo obiettivo. La supremazia navale britannica non era al momento in discussione e l'approvazione di questa legge rese manifesto il desiderio di mantenere e rendere duraturo questo stato di cose.

## Costruzioni
Le dieci navi da battaglia previste erano il cuore di questa misura. Vennero ordinate otto navi da battaglia "di prima classe" classe Royal Sovereign e due "di seconda classe" classe Centurion. Una volta costruite le Royal Sovereign divennero le navi più potenti dell'epoca, raggiungendo perfettamente lo scopo di superare in potenza e velocità le contemporanee unità francesi e russe. Gli incrociatori vennero costruiti con lo scopo di proteggere il traffico commerciale britannico. Vennero ordinate nove unità classe Edgar, 29 unità delle classi Apollo e Astraea e quattro navi classe Pearl. Le 18 torpediniere e le cannoniere vennero utilizzate come scorta e appoggio alle navi maggiori della flotta.

## Motivazioni
L'approvazione del Naval Defence Act può essere spiegata principalmente in termini militari ed economici. Il Primo Lord dell'Ammiragliato, George Hamilton, sosteneva che questo programma di costruzioni navali avrebbe scoraggiato le velleità navali delle altre potenze europee, rallentandone l'espansione. Quindi una maggiore spesa nel presente sarebbe stata bilanciata da un futuro risparmio.
La somma stanziata dal Parlamento e garantita per un periodo di cinque anni, aveva anche importanti ricadute economiche. La scarsità di fondi aveva infatti causato il rallentamento o il blocco di altri programmi di costruzioni navali, dovuto all'insufficienza degli stanziamenti per ogni anno. La possibilità di utilizzare le somme nel più lungo periodo di cinque anni comportò quindi una complessiva velocizzazione della produzione e un risparmio sul costo totale, sul quale gravavano in precedenza i costi di sospensione e ripresa dei lavori. Altro scopo del programma era anche dimostrare alle altre potenze la velocità con cui la Gran Bretagna era in grado di costruire navi da guerra, funzionando da ulteriore deterrente.

## Risultati e conseguenze
A fronte di positivi risultati economici, l'approvazione del Naval Defence Act fu un fallimento come deterrente. La produzione delle navi finanziate fu effettivamente più veloce ed economica, mentre l'accresciuta domanda portò ad un lieve aumento dei prezzi delle materie prime e del lavoro. Dal punto di vista militare invece le speranze di Lord Hamilton di ridurre in futuro le spese militari vennero rapidamente smentite da programmi di espansione navale varati da Francia e Russia proprio nel tentativo di eguagliare lo sforzo britannico. Anzi, nel periodo in questione, Francia e Russia insieme costruirono dodici navi da battaglia contro le dieci entrate in servizio nella Royal Navy. Un nuovo piano di costruzioni, noto con il nome di Spencer Programme, seguì quindi nel 1894 nel tentativo di mantenere inalterata la supremazia navale britannica, ad un costo di oltre 31 milioni di sterline.
In conclusione, invece di bloccare l'espansione delle flotte militari delle grandi potenze, il Naval Defence Act contribuì ad innescare una corsa agli armamenti, a cui si aggiunsero negli anni successivi anche la Germania e gli Stati Uniti, portando quindi ad una crescita sempre maggiore delle spese militari totali.